# Gronkowce

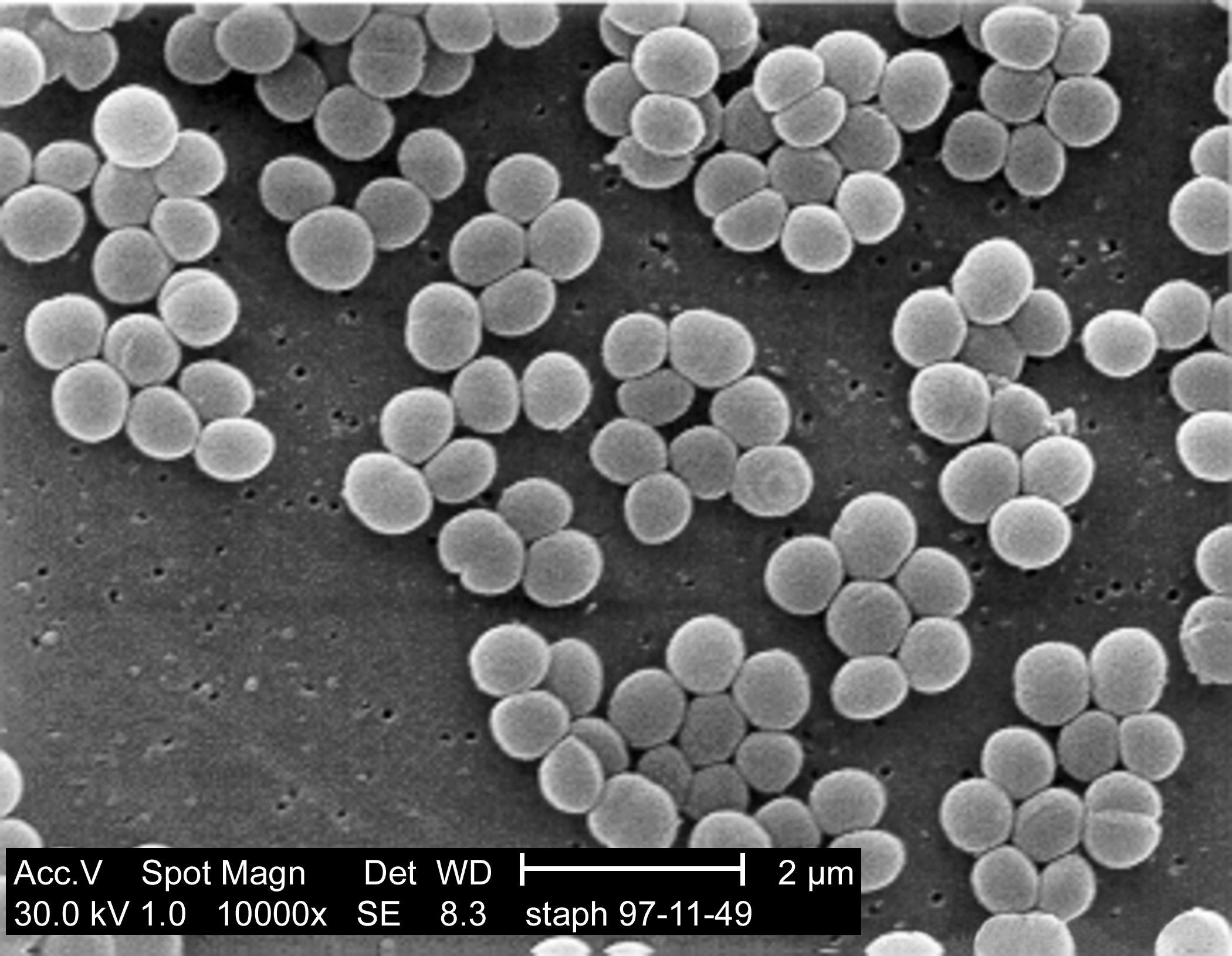
Gronkowiec złocisty

Gronkowce, stafilokoki, stafylokoki (łac. Staphylococcus, od gr. σταφυλή, staphylē, czyli grona, i κόκκος, kókkos, czyli ziarenko) – rodzaj bakterii zaliczanych do grupy bakterii Gram-dodatnich. Morfologicznie są one ziarenkowcami występującymi w skupiskach przypominających grona, będących wynikiem podziałów w wielu płaszczyznach. Prawie wszystkie gatunki Staphylococcus są względnymi beztlenowcami (to znaczy rosną w warunkach zarówno tlenowych, jak i beztlenowych).

## Systematyka gronkowców
Koagulazododatnie
- Staphylococcus aureus ssp. aureus
- Staphylococcus aureus ssp anaerobius
- Staphylococcus intermedius
- Staphylococcus hyicus
- Staphylococcus schleiferi

Bakteriami typowo koagulazododatnimi (wytwarzającymi koagulazę) są szczepy należące do Staphylococcus aureus. Gronkowiec złocisty jest głównym gatunkiem chorobotwórczym człowieka i jest odpowiedzialny za wiele ciężkich zakażeń. Zakażenia nim można podzielić na:

- choroby skóry
- choroby układu oddechowego
- choroby układu moczowego
- choroby przewodu pokarmowego
- posocznice i ropowice
- zapalenia ropne stawów
- zapalenie sutków
- zapalenie szpiku i kości
- zapalenie opon mózgowo-rdzeniowych
- chorobę Rittera
- zespół wstrząsu toksycznego[3].

Koagulazoujemne
Wśród gronkowców koagulazoujemnych wyróżnia się:
wrażliwe na nowobiocynę
- Staphylococcus epidermidis
- Staphylococcus haemolyticus
- Staphylococcus capitis
- Staphylococcus hominis
- Staphylococcus warneri
- Staphylococcus saccharolyticus
- Staphylococcus hyicus
- Staphylococcus auricularis
- Staphylococcus simulans

oporne na nowobiocynę
- Staphylococcus saprophyticus
- Staphylococcus sciuri
- Staphylococcus cohnii
- Staphylococcus xylosus
- Staphylococcus lentus.

Niektóre gronkowce koagulazoujemne stanowią prawidłową florę człowieka, na przykład Staphylococcus epidermidis, który może czasami wywoływać zakażenia protez, oraz Staphylococcus saprophyticus, który powoduje zakażenia dróg moczowych u młodych kobiet. 
Inne gatunki u człowieka nie odgrywają znaczącej roli, ale niektóre mają znaczenie w weterynarii.

## Diagnostyka i leczenie zakażeń gronkowcowych
Gronowce mogą być hodowane na prostych pożywkach, na przykład Chapmana lub Bairda-Parkera, w zwykłych warunkach.
Do antybiotyków przeciwgronkowcowych należą:
- chloramfenikol – maść
- mupirocyna – maść
- cefadroksyl – antybiotyk w postaci granulatu do sporządzenia zawiesiny, kapsułek, tabletek powlekanych
- spiramycyna – antybiotyk w tabletkach
- klindamycyna – antybiotyk w postaci granulatu do sporządzenia zawiesiny[4] lub w postaci roztworu do iniekcji[4].

Niektóre nowe fagotypy są odporne na penicylinę i tetracykliny.